# Made By Muriloff
Made By Muriloff is een Nederlands productiebedrijf, eind jaren 90 opgestart door tv-producenten Daphny Muriloff en Geert-Jan Haitsma. Het bedrijf staat vooral bekend om de vele televisieseries en 'special weekends' die ze tussen 1997 en 2000 voor jeugdzender Fox Kids maakte, waaronder hits als De Club van Sinterklaas en de Tante Soesa reeks.

## Producties (o.a.)

### Films
- Sinterklaas & Pakjesboot 13 (2006)

### Tv-programma's
- www.Fox Kids.weekend (2000)
- Adventure and Fantasy Weekend (2000)
- Fox Kids Screentest Weekend (1999-2000)
- Wacky Wake-Up (1997-2000)
- Fox Kids TV Team (1997-1998)
- Very Funny Kids (1997-1998)
- Telekids (1989-1999)
- Pittige Tijden (1996-1999)
- De Club van Sinterklaas (1999-2000)

### Televisieseries
- De Club van Sinterklaas (1999-2000)
- Tante Soesa & Sassefras (1997-2000)